# Olivo e Pasquale
Olivo e Pasquale è un'opera buffa in due atti, composta da Gaetano Donizetti su libretto di Jacopo Ferretti, rappresentata per la prima volta il 7 gennaio 1827 al Teatro Valle di Roma.

## Composizione e ricezione
Dopo aver trascorso a Napoli un periodo intensissimo, segnato dalla ripresa di Alahor in Granata e dalla composizione di Elvida e di Gabriella di Vergy, Donizetti partì il 31 agosto 1826 alla volta di Roma, dove firmò un contratto con l'impresario teatrale Aniceto Pistoni per la composizione di un'opera buffa destinata al Teatro Valle durante la seguente stagione di carnevale. Donizetti si mise al lavoro e, il 30 settembre, scriveva a Simon Mayr di aver interamente abbozzato (vale a dire senza orchestrazione) il primo atto e metà del secondo.
La nuova opera andò in scena il 7 gennaio 1827: venne accolta piuttosto freddamente a causa dell'incompetenza della primadonna, Emilia Bonini, e anche per il fatto che, visto lo scarso livello del cast messo a disposizione del compositore dal Teatro Valle, Donizetti era stato costretto ad affidare il ruolo del giovane innamorato Camillo a un musico, vale a dire un contralto donna en travesti, cosa che risultava abbastanza fuori moda nell'opera comica. Anche il mediocre libretto di Jacopo Ferretti, costruito a partire dalla commedia omonima di Antonio Simone Sografi (Venezia, 1794), in cui venne inserito un episodio tratto da un'altra opera dello stesso autore, fu in parte responsabile. Ciò nonostante, il lavoro riscosse un discreto successo se non altro di stima, perché rimase in cartellone fino al 5 febbraio.
Quando, nel corso del medesimo anno, Donizetti modificò la partitura dell'opera per la ripresa a Napoli nel Teatro Nuovo, di cui nel frattempo era divenuto direttore musicale, traspose il ruolo di Camillo per tenore.
In ogni caso, Olivo e Pasquale ottenne un certo successo: venne rappresentato con una certa frequenza fino al 1869 in numerosi teatri italiani come al Teatro della Canobbiana di Milano il 19 giugno 1830 ed il Teatro Regio di Parma il 5 gennaio 1831, in Inghilterra (Londra, 1832), Spagna (Barcellona, 1833), Francia (Bastia, 1833; Nizza, 1839), Portogallo (Teatro Nacional de São Carlos di Lisbona, il 10 giugno 1836), Germania (Berlino, 1845), Austria (Vienna, 1836 in lingua tedesca, 1847 in italiano) ed il 26 dicembre 1842 al Teatro degli Avvalorati di Livorno. 
La prima ripresa dell'opera nel XX secolo ebbe luogo nel 1980 a Barga sotto la direzione di Bruno Rigacci.

## Ruoli

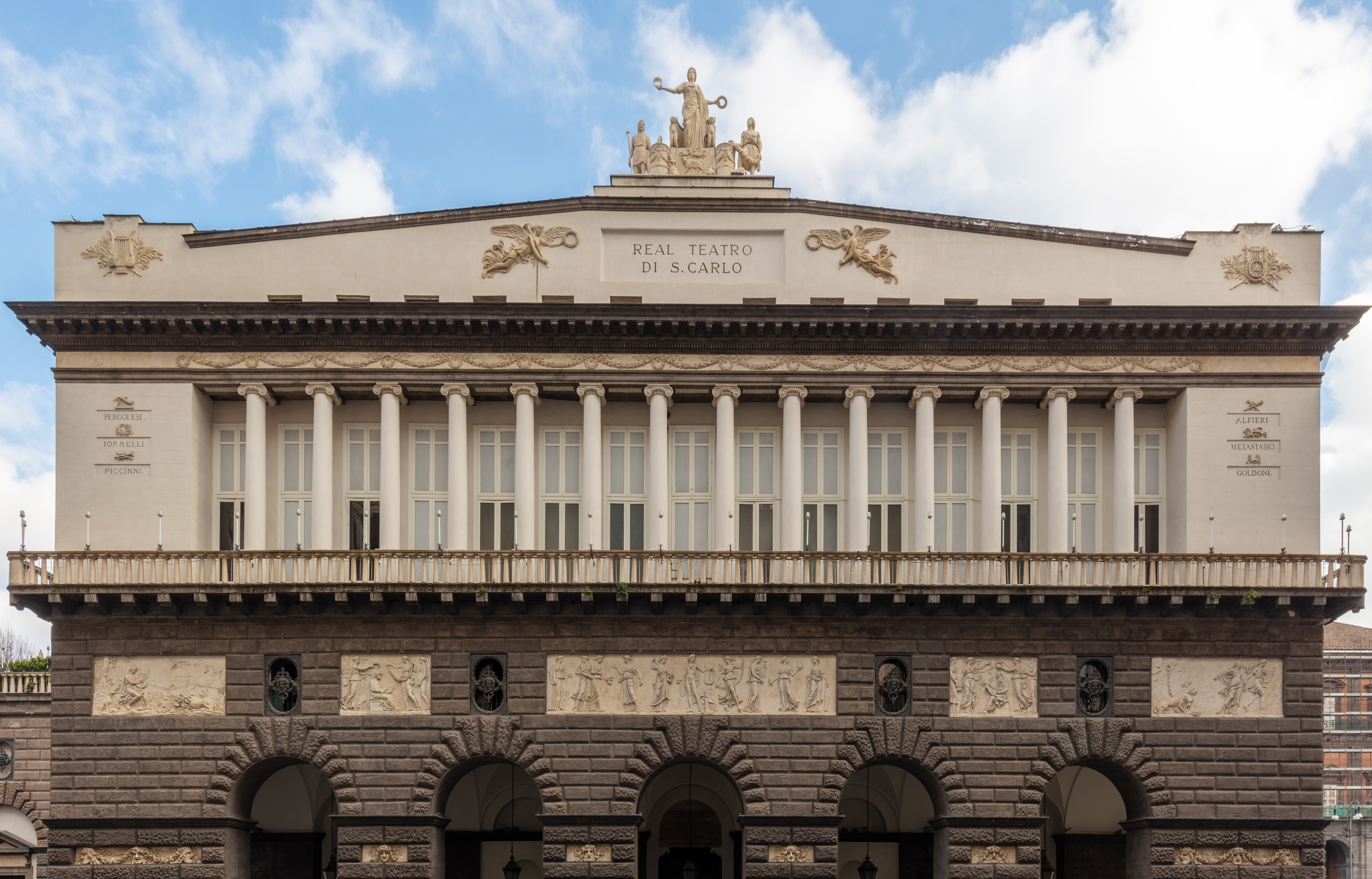
Real Teatro San Carlo di Napoli. La facciata su Via San Carlo.

| Ruolo                                         | Interpreti della prima del 7 gennaio 1827 Roma, Teatro Valle | Interpreti della ripresa del 1º settembre 1827 Napoli, Teatro Nuovo (Versione riveduta nel 1827) |
| --------------------------------------------- | ------------------------------------------------------------ | ------------------------------------------------------------------------------------------------ |
| Olivo                                         | Domenico Cosselli baritono                                   | Vincenzo Galli baritono                                                                          |
| Pasquale                                      | Giuseppe Frezzolini basso                                    | Gennaro Luzio basso                                                                              |
| Isabella, figlia di Olivo                     | Emilia Bonini soprano                                        | Annetta Fischer soprano                                                                          |
| Camillo, apprendista mercante                 | Anna Scudellari-Cosselli contralto                           | Francesco Regoli tenore                                                                          |
| Matilde, cameriera di Isabella                | Agnese Loyselet mezzosoprano                                 | Francesca Checcherini mezzosoprano                                                               |
| Monsieur Le Bross, mercante di Cadice         | Giovanni Battista Verger tenore                              | Sig. Manzi tenore                                                                                |
| Columella, povero gentiluomo, viaggiatore     | Luigi Garofolo basso buffo                                   | Sig. de Nicola basso buffo                                                                       |
| Diego, domestico al servizio dei due fratelli | Stanislao Pro baritono                                       | Giuseppe Papi baritono                                                                           |
| Domestici, giovani negozianti, marinai.       |                                                              |                                                                                                  |

## Trama
L'azione si svolge a Lisbona.
Olivo e Pasquale sono due fratelli, tutti e due negozianti di Lisbona: il primo è sanguigno e brutale, il secondo dolce e timido. La figlia di Olivo, Isabella, ama un giovane apprendista, Camillo, ma suo padre vuole che ella sposi un ricco mercante di Cadice, Le Bross. Isabella confessa a Le Bross di amare un altro e, quando egli le chiede di dirgli il nome di costui, ella dapprima non osa dire la verità e finge che si tratti di Columella, un vecchio vanitoso e ridicolo, poi rivela che è Camillo. Olivo, saputo che la figlia osa opporsi alla sua volontà, si infuria e Le Bross, colpito dalla sua reazione spropositata, diventa allora l'alleato di Isabella e promette di aiutarla a sposare Camillo. Gli amanti minacciano di suicidarsi alle cinque in punto se Olivo non acconsentirà alle loro nozze, ma l'uomo non ci crede e non cede al ricatto. Alle cinque, però, risuonano dei colpi di arma da fuoco: Pasquale sviene e Olivo dichiara che preferirebbe Isabella sposa di Camillo piuttosto che morta. Per fortuna, la minaccia del suicidio non era vera e i due compaiono alla porta, Olivo li abbraccia e benedice la loro unione.

## Struttura musicale

### Versione di Roma
- Sinfonia

#### Atto I
- N. 1 - Introduzione Maledetto questo conto! - Spendo, e spando i miei contanti (Camillo, Matilde, Olivo, Diego, Columella, Coro)
- N. 2 - Cavatina Isabella Come vuoi che freni il pianto
- N. 3 - Terzetto Isabella, Camillo e Matilde Non sa che sia il dolor
- N. 4 - Cavatina Pasquale Bravi! Cari! Benedetti!
- N. 5 - Coro e Cavatina Bross Dopo l'orrendo torbido nembo - Parea, che irato il vento
- N. 6 - Quartetto Alto là, signor mio bello (Pasquale, Olivo, Columella, Bross)
- N. 7 - Finale I Un dì gli affanni miei (Isabella, Matilde, Diego, Pasquale, Bross, Olivo, Columella, Camillo)

#### Atto II
- N. 8 - Duetto Olivo e Pasquale Siete un asino calzato
- N. 9 - Duetto Bross e Isabella Isabella! Voi scherzate?
- N. 10 - Aria Olivo Se il destino avesse scritto (Olivo, Columella)
- N. 11 - Sestetto Isabella, ora la voce (Pasquale, Isabella, Olivo, Bross, Camillo, Columella)
- N. 12 - Aria Finale Isabella Se palpitai d'affanno

### Versione di Napoli
- Sinfonia

#### Atto I
- N. 1 - Introduzione Pensieroso, concentrato - Dove si vide un core - Spendo e spando i miei contanti (Matilde, Camillo, Olivo, Diego, Columella, Coro)
- N. 2 - Cavatina Isabella Come vuoi che freni il pianto
- N. 3 - Cavatina Pasquale Buone! Brave! Benedette!
- N. 4 - Coro e Cavatina Bross Dopo l'orrendo torbido nembo - Parea, che irato il vento
- N. 5 - Quartetto Alto là, signor mio bello (Pasquale, Olivo, Columella, Bross)
- N. 6 - Finale I Io l'ho detto, o mia signora (Matilde, Isabella, Diego, Pasquale, Bross, Olivo, Columella, Camillo, Coro)

#### Atto II
- N. 7 - Duetto Olivo e Pasquale Siete un asino calzato
- N. 8 - Duetto Bross e Isabella Isabella! Voi scherzate?
- N. 9 - Aria Camillo Che pensar, che far degg'io?
- N. 10 - Sestetto Lisabetta, con tutto il fiato (Pasquale, Isabella, Olivo, Bross, Camillo, Columella)
- N. 11 - Aria Finale Isabella Se palpitai d'affanno

## Analisi
«I numeri da ricordare di Olivo e Pasquale sono il quartetto per voci maschili (tenore, baritono e due bassi) che precede il primo cambiamento di scena nel primo atto, e il duetto fra Isabella e l'indulgente Le Bross (più o meno il dottor Malatesta dell'intreccio), "Isabella, voi scherzate?", nel secondo. Nel quartetto, Le Bross, facoltoso commerciante di Cadice, presenta se stesso, mentre il burbero Olivo, padre di Isabella, e il suo mite fratello Pasquale si vantano della istruzione gelosamente sorvegliata della ragazza e l'intrigante Columella aggiunge i suoi commenti; la musica, ispirata dai tipi opposti di carattere, è accortamente organizzata e l'interazione delle linee sovrapposte suscita una genuina ilarità. Nel duetto del secondo atto, Isabella confessa a Le Bross di amare Camillo e riesce ad ottenere che questi l'aiuti a persuadere il padre e lo zio della sincerità dei suoi sentimenti. La situazione contiene quegli elementi patetici che potevano indurre Donizetti a comporre una musica intrisa di autentica commozione» (William Ashbrook).

## Discografia
| Anno                      | Cast (Olivo, Pasquale, Isabella, Camillo, Le Bross)                                 | Direttore               | Etichetta   |
| ------------------------- | ----------------------------------------------------------------------------------- | ----------------------- | ----------- |
| 1980 (versione di Roma)   | Mario Chiappi, Gastone Sarti, Eva Czapó, Benedetta Pecchioli, Mario Bolognesi       | Bruno Rigacci           | Nuova Era   |
| (versione di Roma)        | John Del Carlo, Gastone Sarti, Estelle Maria Gibbs, Sabrina Bizzo, Giovanni Mastino | Bruno Rigacci           | Bongiovanni |
| 2016 (versione di Napoli) | Bruno Taddia, Filippo Morace, Laura Giordano, Pietro Adaini, Matteo Macchioni       | Federico Maria Sardelli | Dynamic     |